# Eunica
Eunica är ett släkte av fjärilar. Eunica ingår i familjen praktfjärilar.

## Bildgalleri

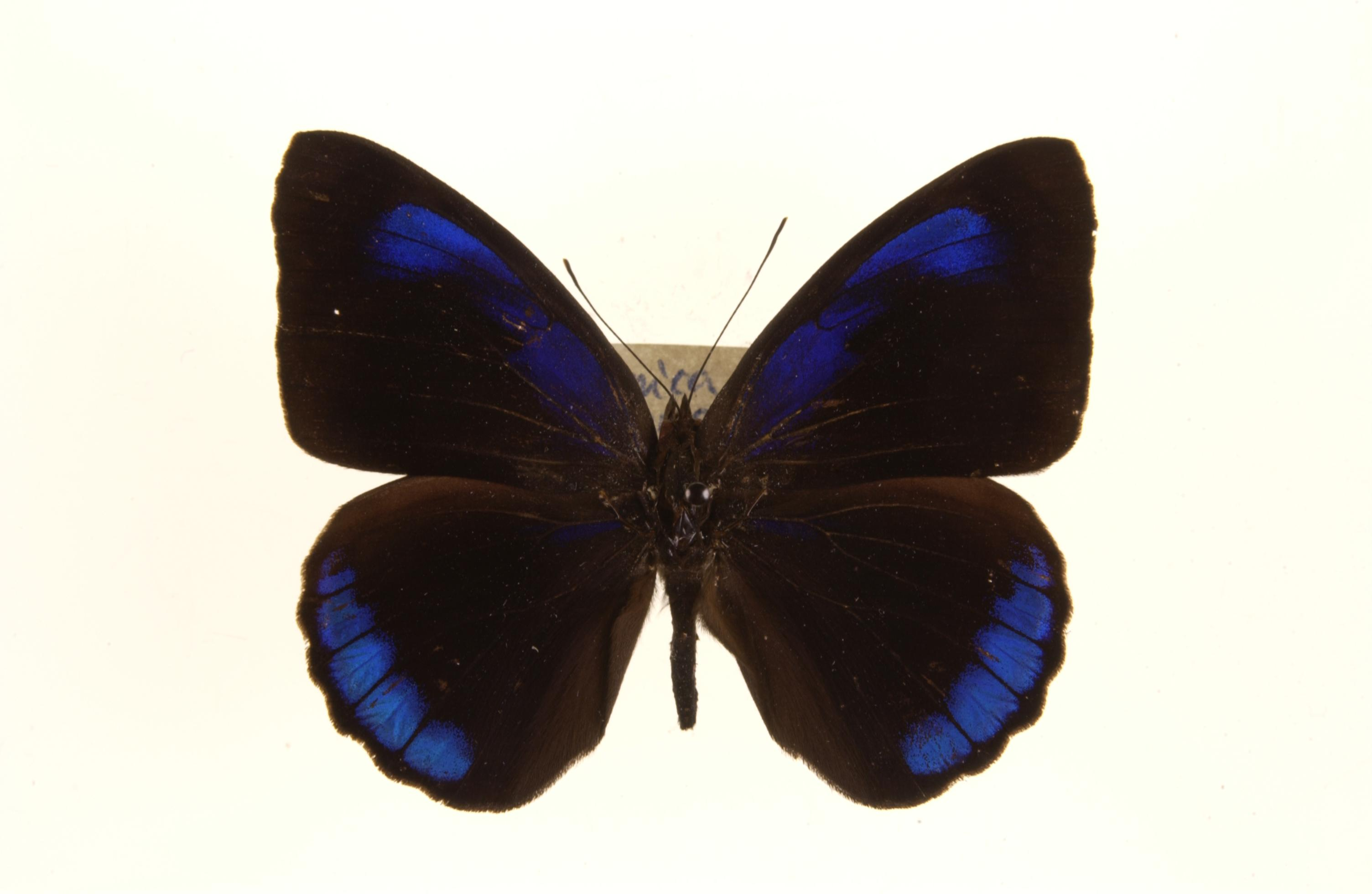
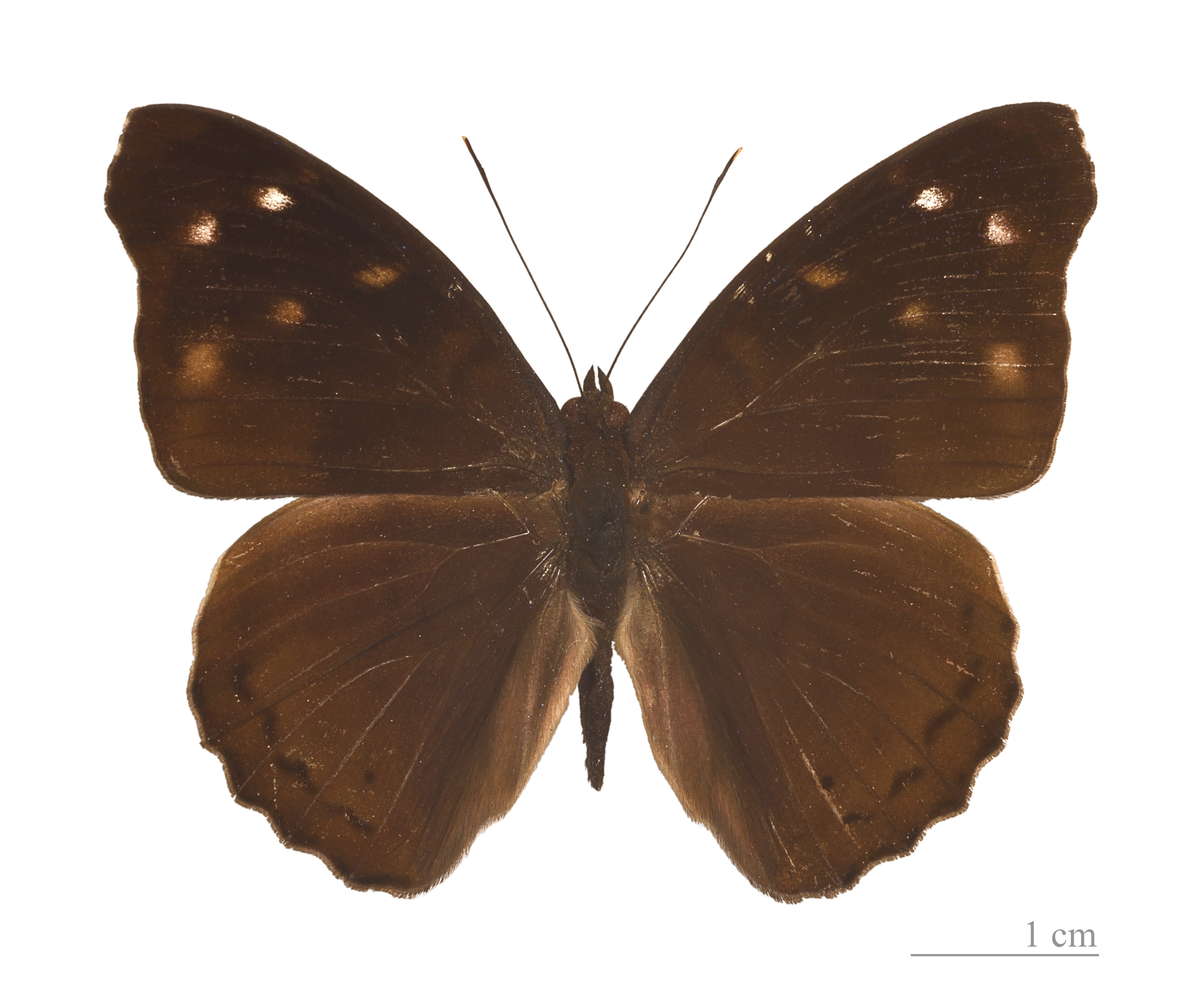
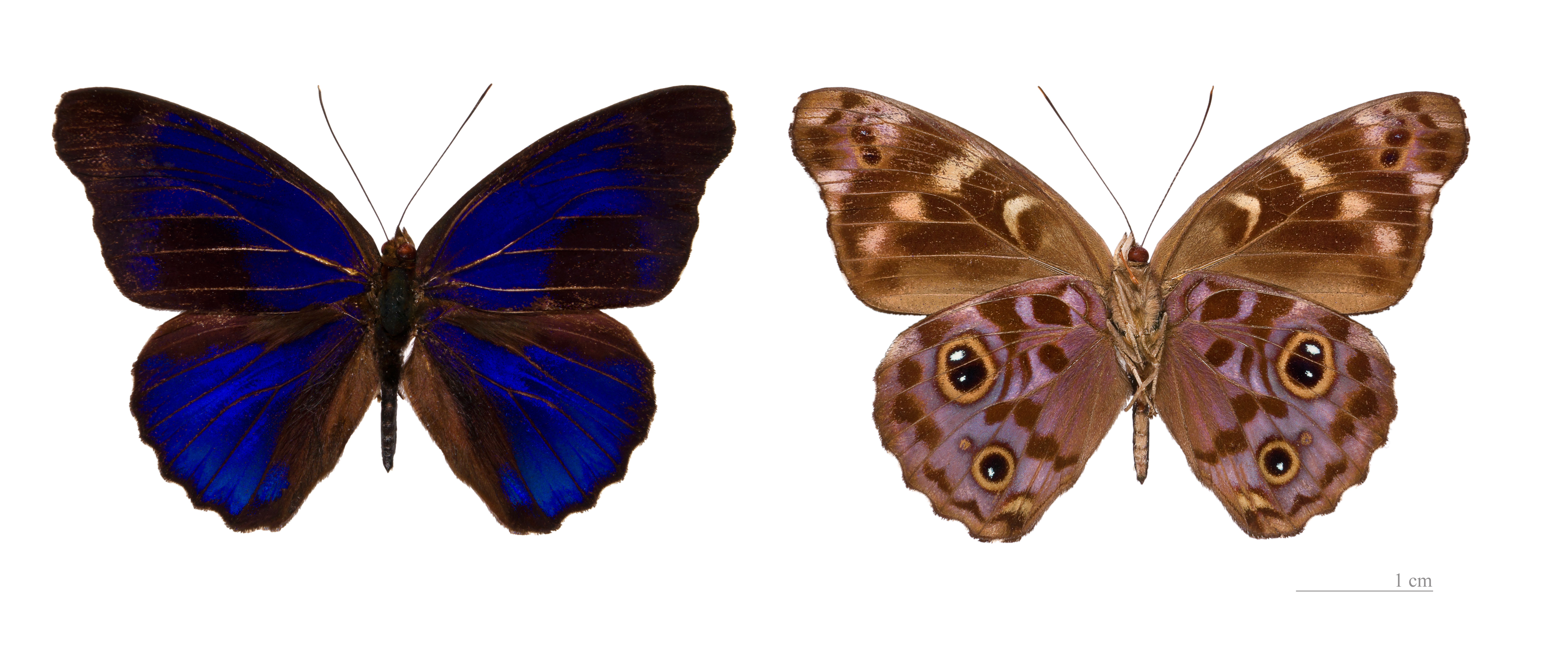
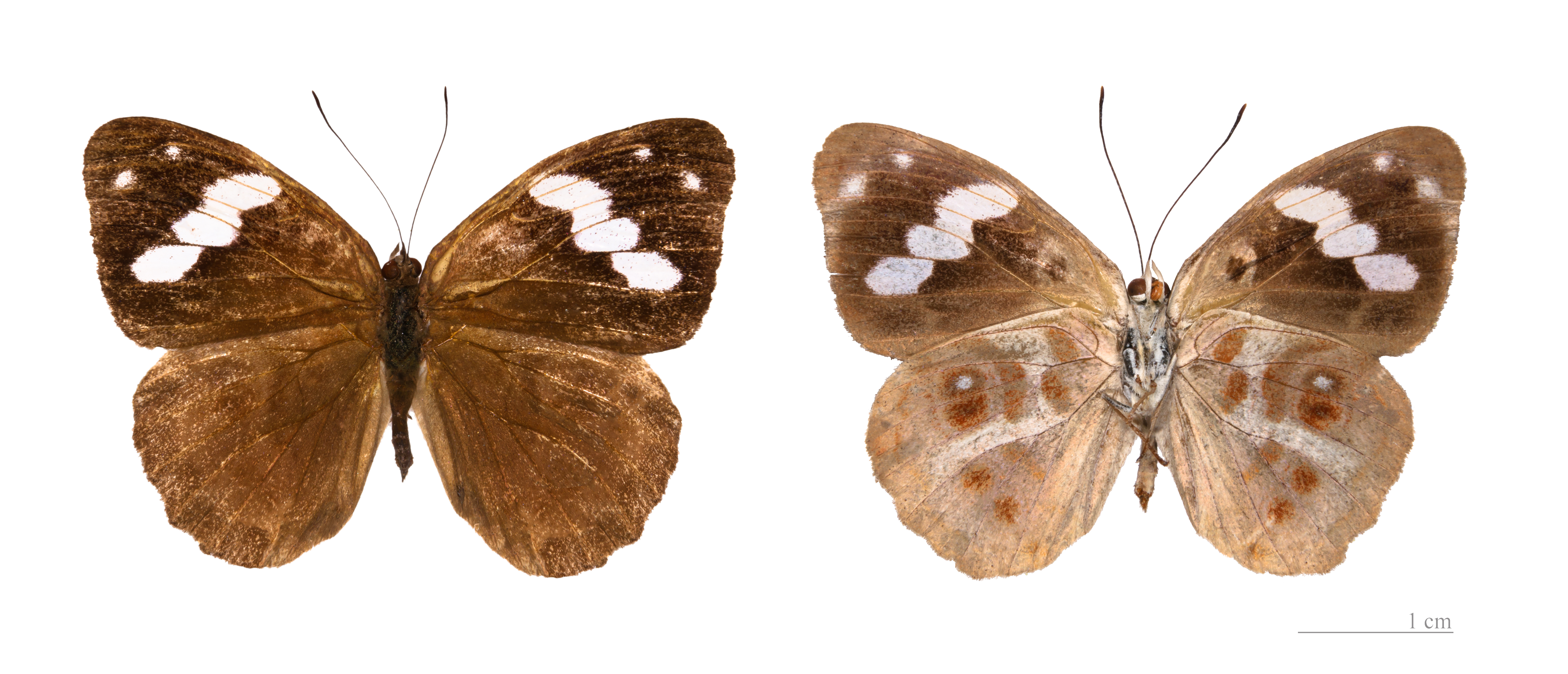
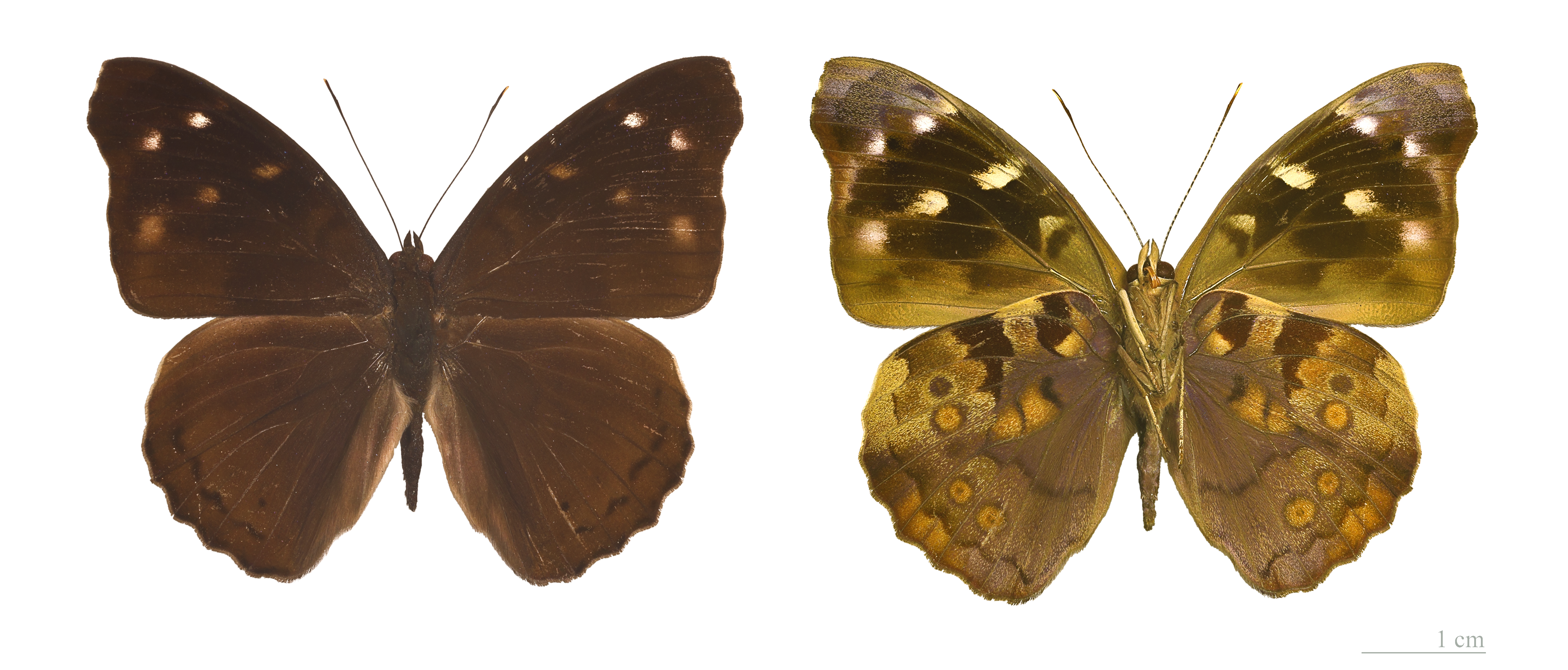
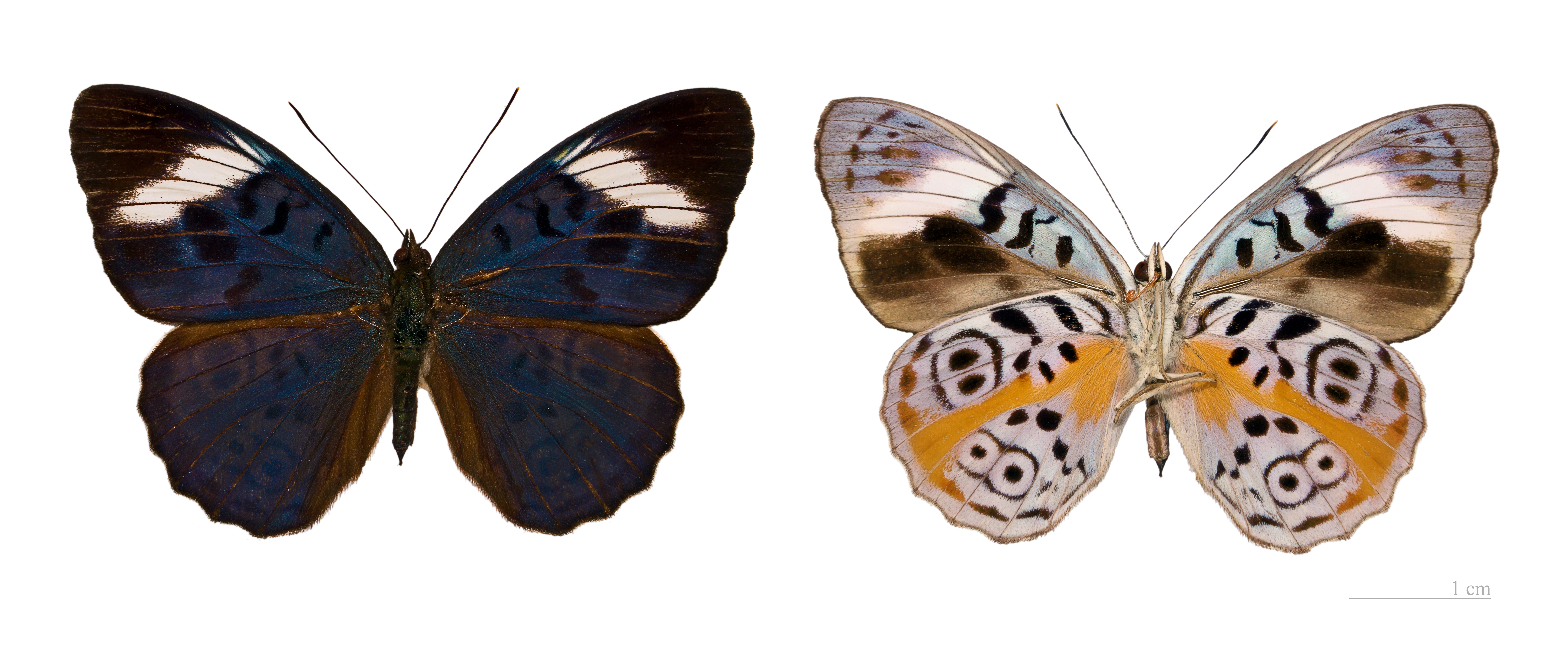

## Dottertaxa tillEunica, i alfabetisk ordning[1]
- Eunica aeschrion
- Eunica agele
- Eunica alcmena
- Eunica alpais
- Eunica alycia
- Eunica amata
- Eunica amelia
- Eunica amycla
- Eunica anna
- Eunica araucana
- Eunica ariba
- Eunica aspasia
- Eunica augusta
- Eunica bechina
- Eunica bellaria
- Eunica brunnea
- Eunica cabira
- Eunica caelina
- Eunica campana
- Eunica caralis
- Eunica caresa
- Eunica careta
- Eunica carias
- Eunica castalia
- Eunica celma
- Eunica celmina
- Eunica cerula
- Eunica chlorochroa
- Eunica chorienes
- Eunica cinara
- Eunica clythia
- Eunica concolor
- Eunica concordia
- Eunica costaricensis
- Eunica cygoea
- Eunica dolores
- Eunica dymanes
- Eunica eburnea
- Eunica editha
- Eunica electa
- Eunica elegans
- Eunica emmelina
- Eunica empyrea
- Eunica erroneata
- Eunica euphemia
- Eunica eurota
- Eunica evelide
- Eunica excelsa
- Eunica excelsior
- Eunica excelsissima
- Eunica fairchildi
- Eunica falsata
- Eunica fasula
- Eunica flora
- Eunica gerwisa
- Eunica habanae
- Eunica heraclitus
- Eunica indigophana
- Eunica ingens
- Eunica intricata
- Eunica irma
- Eunica lichyi
- Eunica macris
- Eunica magnipunctata
- Eunica maia
- Eunica malvina
- Eunica marcusi
- Eunica margarita
- Eunica marsolia
- Eunica medellina
- Eunica mira
- Eunica modesta
- Eunica monima
- Eunica mossi
- Eunica muson
- Eunica mygdonia
- Eunica myrthis
- Eunica myrto
- Eunica naeris
- Eunica ninetta
- Eunica noerina
- Eunica norica
- Eunica occia
- Eunica olympias
- Eunica omoa
- Eunica oreandra
- Eunica orphise
- Eunica persephone
- Eunica phasis
- Eunica picea
- Eunica pomona
- Eunica pompata
- Eunica poppaeana
- Eunica pusilla
- Eunica satura
- Eunica sophonisba
- Eunica sydonia
- Eunica tatila
- Eunica tatilina
- Eunica tatilista
- Eunica taurione
- Eunica tenebrosa
- Eunica theophania
- Eunica tithonia
- Eunica tryphosa
- Eunica vega
- Eunica venusia
- Eunica veronica
- Eunica vetula
- Eunica viola
- Eunica violascens
- Eunica violetta
- Eunica volumna